# Coupe d'Irlande de football 1940-1941
Navigation
Édition précédente Édition suivante
La Coupe d'Irlande de football 1940-1941, en anglais The Football Association of Ireland Challenge Cup, est la 20e édition de la Coupe d'Irlande de football organisée par la Fédération d'Irlande de football. La compétition commence le 8 février 1940, pour se terminer le 23 avril 1940. Le Cork United Football Club remporte pour la première fois la compétition en battant en finale le Waterford Football Club.
Cette édition de la Coupe d'Irlande marque l'émergence du club qui va dominer le football irlandais pendant les années 1940.

## Organisation
La compétition rassemble les onze clubs évoluant dans le championnat d'Irlande auxquels s'ajoutent cinq clubs évoluant dans les championnats provinciaux du Munster et du Leinster : Distillery, Evergreen, Jacobs, Cobh Ramblers FC et Longford Town.
Les matchs ont lieu sur le terrain du premier nommé. En cas d'égalité un match d'appui est organisé sur le terrain du deuxième tiré au sort.

## Premier tour
Les matchs se déroulent les 8 et 9 février 1941.
| Club recevant            | Score | Club visiteur                    | Date           |
| ------------------------ | ----- | -------------------------------- | -------------- |
| Brideville FC            | 2-0   | Bray Unknowns                    | 8 février 1941 |
| Drumcondra Football Club | 2-1   | Jacob's Football Club            | 8 février      |
| Bohemian FC              | 0-1   | Waterford FC                     | 9 février      |
| Dundalk Football Club    | 5-1   | Saint James's Gate Football Club | 9 février      |
| Evergreen FC             | 0-2   | Cork United Football Club        | 9 février      |
| Limerick Football Club   | 1-0   | Distillery                       | 9 février      |
| Longford Town            | 0-5   | Shelbourne FC                    | 9 février      |
| Shamrock Rovers          | 8-3   | Cork Bohemians                   | 9 février      |

## Deuxième tour
Les matchs se déroulent les 1er et 2 mars 1941. Les matchs d'appui se déroulent les 8 et 12 mars.
| Club recevant             | Score | Club visiteur         | Date        |
| ------------------------- | ----- | --------------------- | ----------- |
| Shelbourne Football Club  | 4-4   | Dundalk Football Club | 1 mars 1941 |
| Dundalk FC                | 3-3   | Shelbourne FC         | 6 mars      |
| Dundalk FC                | 2-0   | Shelbourne FC         | 12 mars     |
| Cork United Football Club | 4-2   | Drumcondra FC         | 2 mars      |
| Limerick Football Club    | 3-5   | Waterford FC          | 2 mars      |
| Shamrock Rovers           | 3-1   | Brideville FC         | 2 mars      |

## Demi-finales
Les matchs se déroulent les 29 et 30 mars 1941. Les matchs d'appui se déroulent les 9 et 10 avril.
| Première demi-finale | Shamrock Rovers  | 2-2 | Waterford Football Club      | Dalymount Park, Dublin |  |
| 29 mars 1941         | Jimmy Clark Ward |     | Jackie O'Driscoll Paddy Coad |                        |  |

| Première demi-finale, match d'appui | Waterford Football Club | 1-1 | Shamrock Rovers | Dalymount Park, Dublin |  |
| 9 avril 1941                        | Jackie O'Driscoll       |     | Jimmy Clark     |                        |  |

| Première demi-finale, deuxième match d'appui | Waterford Football Club           | 3-2 | Shamrock Rovers | Dalymount Park, Dublin |  |
| 10 avril 1941                                | Tim O'keeffe (2) Johnny Johnstone |     | Jimmy Dunne (2) |                        |  |

| Deuxième demi-finale | Cork United Football Club                | 3-0 | Dundalk Football Club | Dalymount Park, Dublin |  |
| 30 mars 1941         | Liam O'Neill Bobby McFarlane Owen Madden |     |                       |                        |  |

## Finale
La finale a lieu le 20 avril 1941. Elle se déroule devant environ 30 132 spectateurs rassemblés dans le Dalymount Park à Dublin. Cork United remportent leur toute première Coupe d'Irlande. Mais il faut deux matchs aux corkmens pour disposer de leur adversaire le Waterford Football Club La première finale se termine en effet sur le score de deux buts partout. Le match est alors rejoué le 23 avril dans le même stade. Cette fois-lo Cork s'impose trois buts à un.
Ce double affrontement est marqué par un fait sans précédent dans l'histoire de la compétition, l'expulsion de deux joueurs lors du match d'appui de la finale. Jackie O'Driscoll, joueur de Waterford, et Owen Madden sont en effet exclus pour s'être battus. Il faudra attendre 1973 pour qu'un autre joueur soit exclu en finale.
| Finale        | Cork United Football Club | 2-2     | Waterford Football Club | Dalymount Park, Dublin                             |                                                    |
| 20 avril 1941 | Jack O'Reilly 29e 78e | (1-1)   | Jackie O'Driscoll 5e · Johnny Johnstone 72e | Spectateurs : 30 132 Arbitrage : T. Dwyer (Dublin) | Spectateurs : 30 132 Arbitrage : T. Dwyer (Dublin) |
| 20 avril 1941 | Jimmy 'Fox' Foley, Johnny McGowan, Paddy Duffy, Jimmy Hooks, Jerry O'Riordan, Mick McKenna, Jack O'Reilly, Bobby McFarlane, Sean McCarthy, Liam O'Neill, Owen Madden. | Équipes | Dennis 'Tol' Daly, Johnny Hartery, Tommy Myers, Michael O'Mahony, John 'fatty' Phelan, Waltie Walch, Jackie O'Driscoll, Maurice Hartery, Tim O'Keefe | Spectateurs : 30 132 Arbitrage : T. Dwyer (Dublin) | Spectateurs : 30 132 Arbitrage : T. Dwyer (Dublin) |

| Finale; match d'appui | Cork United Football Club | 3-1     | Waterford Football Club | Dalymount Park, Dublin                             |                                                    |
| 23 avril 1941         | Sean McCarthy 20e · Jack O'Reilly 63e 80e | (1-1)   | Johnny Johnstone 38e | Spectateurs : 13 057 Arbitrage : T. Dwyer (Dublin) | Spectateurs : 13 057 Arbitrage : T. Dwyer (Dublin) |
| 23 avril 1941         | Jimmy 'Fox' Foley, Johnny McGowan, Paddy Duffy, Jimmy Hooks, Jerry O'Riordan, Mick McKenna, Jack O'Reilly, Bobby McFarlane, Sean McCarthy, Liam O'Neill, Owen Madden. | Équipes | Dennis 'Tol' Daly, Johnny Hartery, Tommy Myers, Michael O'Mahony, John 'fatty' Phelan, Waltie Walch, Jackie O'Driscoll, Maurice Hartery, Tim O'Keefe | Spectateurs : 13 057 Arbitrage : T. Dwyer (Dublin) | Spectateurs : 13 057 Arbitrage : T. Dwyer (Dublin) |